# Jordan George
Jordan Paul George (* 20. August 1990 in Madison, Wisconsin) ist ein US-amerikanisch-deutscher Eishockeyspieler, der zuletzt bis zum Ende der Saison 2024/25 beim VER Selb aus der DEL2 unter Vertrag gestanden und dort auf der Position des rechten Flügelstürmers gespielt hat. Zuvor war George bereits für die Lausitzer Füchse und den EHC Freiburg in derselben Liga sowie die Fischtown Pinguins Bremerhaven und Schwenninger Wild Wings in der Deutschen Eishockey Liga (DEL) aktiv.

## Karriere
George spielte von 2007 bis 2009 für die Topeka Roadrunners in der Juniorenliga North American Hockey League (NAHL) und machte insbesondere während seines zweiten Jahres mit guten statistischen Werten auf sich aufmerksam. In der Saison 2008/09 absolvierte er 67 Partien für die Roadrunners und verbuchte dabei 30 Tore und bereitete 43 weitere Treffer vor. Zwischen 2009 und 2013 spielte und studierte der Stürmer an der Bemidji State University im US-Bundesstaat Minnesota.
Im Sommer 2013 machte der US-Amerikaner Eishockey zu seinem Beruf und nahm eine Offerte des norwegischen Erstligavereins Rosenborg IHK an. Zur Folgesaison wechselte er zum Ligakonkurrenten Stjernen Hockey. In seinen zwei Jahren in Norwegen bewies George seinen Torinstinkt und kam in insgesamt 95 Spielen auf 43 Treffer und 59 Vorlagen. Es folgte der Wechsel nach Dänemark, wo er in der Saison 2015/16 mit den Herning Blue Fox Vizemeister wurde und in 58 Einsätzen für 32 Tore verantwortlich war. Darüber hinaus belegte George mit Herning den zweiten Platz beim IIHF Continental Cup.
Ende April 2016 nahmen ihn die Fischtown Pinguins Bremerhaven unter Vertrag, die zu dem Zeitpunkt noch damit rechneten, weiterhin in der DEL2 zu spielen, Ende Juni aber eine Lizenz für die Deutsche Eishockey Liga (DEL) erhielten. Er zog mit Bremerhaven in den Jahren 2017 und 2018 in die DEL-Playoffs ein. Nach dem Ende des Spieljahres 2017/18 verließ er die Mannschaft. Mitte April 2018 wurde er als Neuverpflichtung bei Bremerhavens DEL-Konkurrenten ERC Ingolstadt vorgestellt, verließ den Klub jedoch im August 2018 und wechselte in die DEL2 zu den Lausitzer Füchsen. George verblieb zwei Jahre beim Klub aus der Lausitz, ehe er im März 2020 vom Ligakonkurrenten EHC Freiburg verpflichtet wurde. Im Januar 2022 verließ er den EHC und wurde vom DEL-Klub Schwenninger Wild Wings bis zum Saisonende verpflichtet.
Im Anschluss wurde der Angreifer Ende April desselben Jahres von Nidaros Hockey – dem Nachfolgeklub des Rosenborg IHK – aus der zweiten norwegischen Spielklasse unter Vertrag genommen. Er gehörte dort in den folgenden beiden Spieljahren zu den punktbesten Akteuren der Liga. Im Verlauf der Spielzeit 2024/25 wechselte George im Januar 2025 zurück nach Deutschland, wo er sich dem VER Selb aus DEL2 anschloss. Mit den Wölfen stieg er am Saisonende in die Oberliga ab.

## Erfolge und Auszeichnungen
| - 2009 NAHL All-South Division Team - 2009 NAHL First All-Star Team - 2010 CHA Rookie of the Year | - 2010 CHA All-Rookie Team - 2016 Dänischer Vizemeister mit den Herning Blue Fox |

## Karrierestatistik
Stand: Ende der Saison 2024/25
(Legende zur Spielerstatistik: Sp oder GP = absolvierte Spiele; T oder G = erzielte Tore; V oder A = erzielte Assists; Pkt oder Pts = erzielte Scorerpunkte; SM oder PIM = erhaltene Strafminuten; +/− = Plus/Minus-Bilanz; PP = erzielte Überzahltore; SH = erzielte Unterzahltore; GW = erzielte Siegtore; 1 Play-downs/Relegation; Kursiv: Statistik nicht vollständig)